# Gambangan
Gambangan is een bestuurslaag in het regentschap Bondowoso van de provincie Oost-Java, Indonesië. Gambangan telt 2942 inwoners (volkstelling 2010).